# The Client List
The Client List is een Amerikaanse televisieserie van het netwerk Lifetime. De serie is gebaseerd op de gelijknamige film.
Jennifer Love Hewitt speelt de hoofdrol in de serie, net zoals in de film, hoewel ze een ander personage speelt.
In de Verenigde Staten ging de pilot in première op 8 april 2012.
In mei 2012 werd de serie opgepikt voor een tweede seizoen.